# Ludwig Körbitz
Christian Ludwig Körbitz (* 9. Oktober 1809 in Kulmbach; † 15. Juli 1882 in Berneck) war ein deutscher Politiker.

## Leben
Als Sohn eines Justizamtmannes geboren, studierte Körbitz nach dem Besuch des Kulmbacher Gymnasiums Pharmazie in Erlangen. Während seines Studiums wurde er 1827 Mitglied der Erlanger Burschenschaft Arminia. Nach seinem Studium wurde er Apotheker in Berneck und war dort von 1846 bis 1857 Bürgermeister. Von 1853 bis 1855 war er Mitglied der Bayerischen Abgeordnetenkammer.

## Ehrungen
Nach ihm ist der Ludwigsbrunnen in Bad Berneck benannt.